# پاتنم‌ویل (ایندیانا)
پاتنم‌ویل (به انگلیسی: Putnamville) یک منطقهٔ مسکونی در ایالات متحده آمریکا است که در شهرستان پاتنم، ایندیانا واقع شده‌است. پاتنم‌ویل ۲۰۶٫۰۵ متر بالاتر از سطح دریا واقع شده‌است.